# 1405 в Україні

## Події
- Коломия отримала магдебурзьке право.

## Особи

### Народились
- Софія Гольшанська (1405—1461) — русинсько-литовська княжна з роду Гольшанських, королева польська, з 1422 року четверта і остання дружина короля польського Владислава II Ягайла.

## Засновані, зведені
- Біле (Перемишлянський район)
- Боришківці (Кам'янець-Подільський район)